# Söğüt, Hassa
Söğüt là một thị trấn thuộc huyện Hassa, tỉnh Hatay, Thổ Nhĩ Kỳ. Dân số thời điểm năm 2011 là 1.637 người.